# Katarzyna Grzybowska
Dit overzicht is mogelijk incompleet; u kunt helpen door het uit te breiden.
Katarzyna Grzybowska, (Siedlce, 30 april 1989) is een Pools professioneel tafeltennisster. Zij speelt rechtshandig met de shakehandgreep. Door haar huwelijk staat ze ook bekend als Katarzyna Grzybowska-Franc.
Zij nam namens haar land deel aan de Olympische Zomerspelen 2012 en 2016 maar won geen medailles.

## Belangrijkste resultaten
- Brons met het team op de Europese kampioenschappen 2010.
- Brons met het team op de Europese kampioenschappen 2014.
- Brons in het enkelspel op de Europese kampioenschappen 2018.